# Utensilios de dibujo técnico

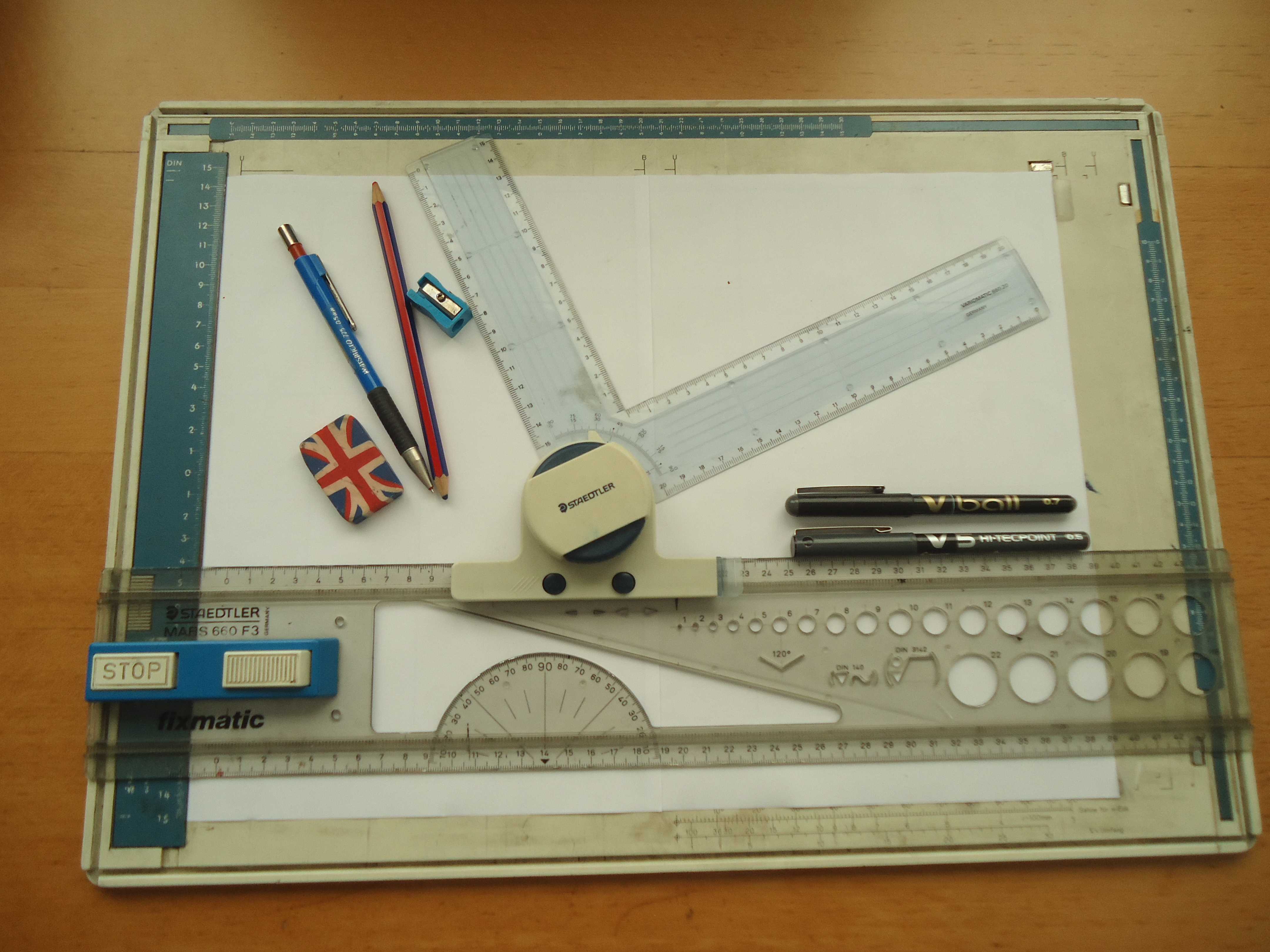
Útiles de dibujo técnico para mesa de escritorio: tablero de dibujo tamaño A-3 tipo Paralex.

Los utensilios de dibujo técnico son un conjunto de herramientas utilizadas tradicionalmente (y de forma especial) en la delineación de planos normalizados.
Entre los instrumentos más habituales, se pueden citar: plumas técnicas de tinta china y rotuladores; reglas graduadas y plantillas; compases; transportadores de ángulos; y también distintos elementos auxiliares como lápices, gomas de borrar o sacapuntas. Así mismo, se pueden incluir los tableros de dibujo, los tecnígrafos o el propio soporte empleado (papel o plástico).
Estos utensilios pueden ser utilizados tanto para representar y rotular modelos a escala, como para el diseño de todo tipo de dibujos, y sirven para mejorar la consistencia y la velocidad de creación de elementos gráficos normalizados.
En la actualidad su uso ha sido desplazado en gran medida debido a la generalización de los ordenadores personales, convertidos en herramientas principales de la delineación de planos mediante programas informatizados de diseño.

## Historia
Se sabe que los antiguos egipcios ya utilizaban reglas con forma de triángulo rectángulo (escuadras) de madera. En la antigua cultura nurágica de la isla de Cerdeña se utilizaban compases de bronce, como el que se exhibe en el Museo Arqueológico Nacional. A. Sanna de la ciudad sarda de Sassari. En la Grecia antigua se han hallado evidencias del uso de estiletes y de cinceles de metal, de reglas de escala y de plantillas triangulares. También se encontró en las excavaciones de Pompeya una caja de utensilios de bronce de la época romana, conteniendo plantillas triángulares, compases y una regla para ser utilizadas con una plumilla.
A pesar de que los estiletes se conocían desde épocas antiguas, en el siglo XVIII las plumas de ave eran todavía la principal herramienta de dibujo. Los estiletes también se fabricaban de marfil o de madera de ébano.
Los transportadores han sido utilizados para la medida de ángulos y para el dibujo de arcos de círculo con exactitud desde el siglo XIII, a pesar de que la matemática y la ciencia requerían instrumentos de dibujo más precisos. El angular ajustable fue desarrollado en el siglo XVII, pero no dispuso de una versión con un tornillo de sujeción hasta la década de 1920.
Los artistas del Renacimiento (incluyendo a Leonardo da Vinci, Alberto Durero, Nicolas Bion y George Adams) generalmente fabricaban sus propias herramientas de dibujo. La producción industrial de instrumentos de dibujo técnico comenzó en 1853, cuando el inglés William Stanley (1829–1909) fundó su compañía en Londres. Incluso entonces, la mayoría de los utensilios de dibujo eran todavía fabricados a mano.
En el siglo XVII se desarrolló una pluma capaz de dibujar una línea de ancho ajustable, el tiralíneas, que consistía en dos piezas paralelas de metal curvadas y afiladas, fijadas a un pequeño mango cilíndrico, y unidas por un tornillo ajustable. Para empezar a dibujar, había que poner una gota de tinta entre las dos hojas metálicas, que fluía regularmente mientras se recorría el papel. Su diseño básico se mantuvo prácticamente inalterable durante muchos años, hasta la década de 1930, cuando llegaron al mercado las plumas de dibujo técnico inventadas y desarrolladas en Alemania.
Hasta bien entrado el siglo XX, los tiralíneas fueron el instrumento comúnmente utilizado para la delineación de planos técnicos. Para facilitar el trabajo de rotulación, se diseñaron una serie de ingeniosos mecanismos, que permitían simplificar o sistematizar determinadas tareas difíciles de realizar con los tiralíneas normales:
- Trazadores de patrones de líneas: para sistematizar el aspecto de las características líneas discontinuas de la rotulación técnica (puntos; trazos; y trazos y puntos), se disponía de dos tipos de instrumentos, basados en mecanismos que mediante ruedas con patrones dentados eran capaces de alzar y posar sobre el papel el tiralíneas en una serie de secuencias preestablecidas. Podían ser tiralíneas con mango y el sistema mecánico adjunto a la punta del instrumento, o bien una pletina metálica dotada de un sistema de bielas y una serie de ruedas graduadas intercambiables para los distintos patrones de líneas, que debía utilizarse con reglas de madera para que la rueda accionadora del mecanismo no resbalase.
- Tiralíneas de líneas paralelas: algunos trabajos de delineación exigían trazar a mano alzada parejas de líneas curvas a una distancia fija (por ejemplo, los raíles de un ferrocarril). Con este propósito, se disponía de unos tiralíneas dobles especiales, con la distancia entre sus puntas regulable mediante un tornillo de ajuste.
- Tiralíneas loco: para la representación de curvas cerradas a mano alzada (como las curvas de nivel de los planos cartográficos), el tiralíneas normal no es adecuado, pues solo es capaz de dibujar con facilidad líneas rectas o circunferencias. Para este otro tipo de curvas, se utilizaba un tiralíneas especial dotado de una rótula, que permitía que la punta del instrumento girase libremente para orientarse en la dirección marcada por la mano del dibujante.

La mayoría de estos instrumentos exigían una considerable habilidad para ser empleados apropiadamente, y su utilización no era tan generalizada como la de los tiralíneas normales. 
Como ya se ha señalado, en la década de 1930 el equipamiento técnico disponible aumentó considerablemente: aparecieron distintos aparatos de dibujo (como los tecnígrafos) y las plumas técnicas (rapidógrafos), mejorando la calidad del trazado y permitiendo disponer de anchos de línea normalizados. Además de los rapidógrafos, durante un tiempo se utilizó también un tipo de pluma más tradicional, denominado Grafos, en el que se podía modificar el ancho de línea cambiando el plumín. Por ejemplo, la pluma Grafos se siguió utilizando en Finlandia como herramienta básica de dibujo hasta la década de 1970.
El equipamiento cambió radicalmente durante los años 1990, cuando el diseño asistido por ordenador desbancó casi por completo al dibujo técnico a mano. Los planos ya no son "dibujados", sino que se diseñan mediante un modelo gráfico virtual, y no son necesariamente reproducidos en papel, siendo impresos  automáticamente por un programa de ordenador en caso necesario. Solamente el dibujo a mano alzada es todavía ampliamente utilizado en las etapas preliminares de algunos diseños.

## Utensilios de dibujo

### Plumas
Los utensilios de trazado usados tradicionalmente en el dibujo técnico son el lápiz y las plumas técnicas.
Los lápices utilizados normalmente son portaminas, con grosores y tipos de mina normalizados. Los anchos de línea habituales son 0.18 mm, 0.25 mm, 0.5 mm y 0.7 mm; y la dureza varía normalmente de HB a 2H. Las minas más blandas dan un mejor contraste, pero las minas más duras proporcionan una línea más limpia (es decir, menos propensa a emborronarse) aunque no tan visible. El poco contraste de las marcas de lápiz es en general problemático cuando hay que fotocopiar el original, pero las nuevas técnicas de copia de barrido han mejorado notablemente el resultado final. El papel o las superficies plásticas requieren sus propios tipos de mina especiales.
En muchos casos, los planos finales son dibujados con tinta sobre soportes plásticos o sobre papel translúcido, utilizándose por lo general juegos de plumas técnicas con trazos de distintos grosores normalizados. Estas plumas tienen un depósito de tinta que alimenta un puntero, formado por un cilindro metálico hueco, dentro del cual puede deslizar un filamento de metal delgado unido a un émbolo de plomo. La tinta es absorbida por capilaridad entre el filamento y la pared interior del tubo, impidiendo que se libere una cantidad excesiva de tinta. Cuando se agita ligeramente la pluma arriba y abajo, el peso del émbolo libera el extremo interior del tubo, reactivando la alimentación de la tinta. Originalmente, los depósitos se rellenaban con tinta que se suministraba en botellas o pequeños envases; si bien los modelos más recientes utilizan cartuchos desechables.
Cada pluma está equipada con un puntero de un ancho determinado. Estos anchos de línea están normalizados: los juegos de plumas generalmente utilizados en Filandia incluyen los grosores 0.13 mm, 0.18 mm, 0.25 mm, 0.35 mm, 0.50 mm y 0.70 mm; aunque también es habitual encontrar grosores graduados en décimas de milímetro (0.10 mm, 0.20 mm, 0.30 mm... 0.80 mm, e incluso hasta 1,00 mm). Los punteros para dibujar sobre papel y sobre plástico son distintos, porque el plástico requiere un tipo de puntero más duro. Para funcionar correctamente requieren un mantenimiento regular, en especial las plumas de los grosores más finos, cuyos filamentos metálicos son tan extraordinariamente delgados que se pueden romper con relativa facilidad si la tinta llega a secarse en el interior del puntero.

### Tablero de dibujo

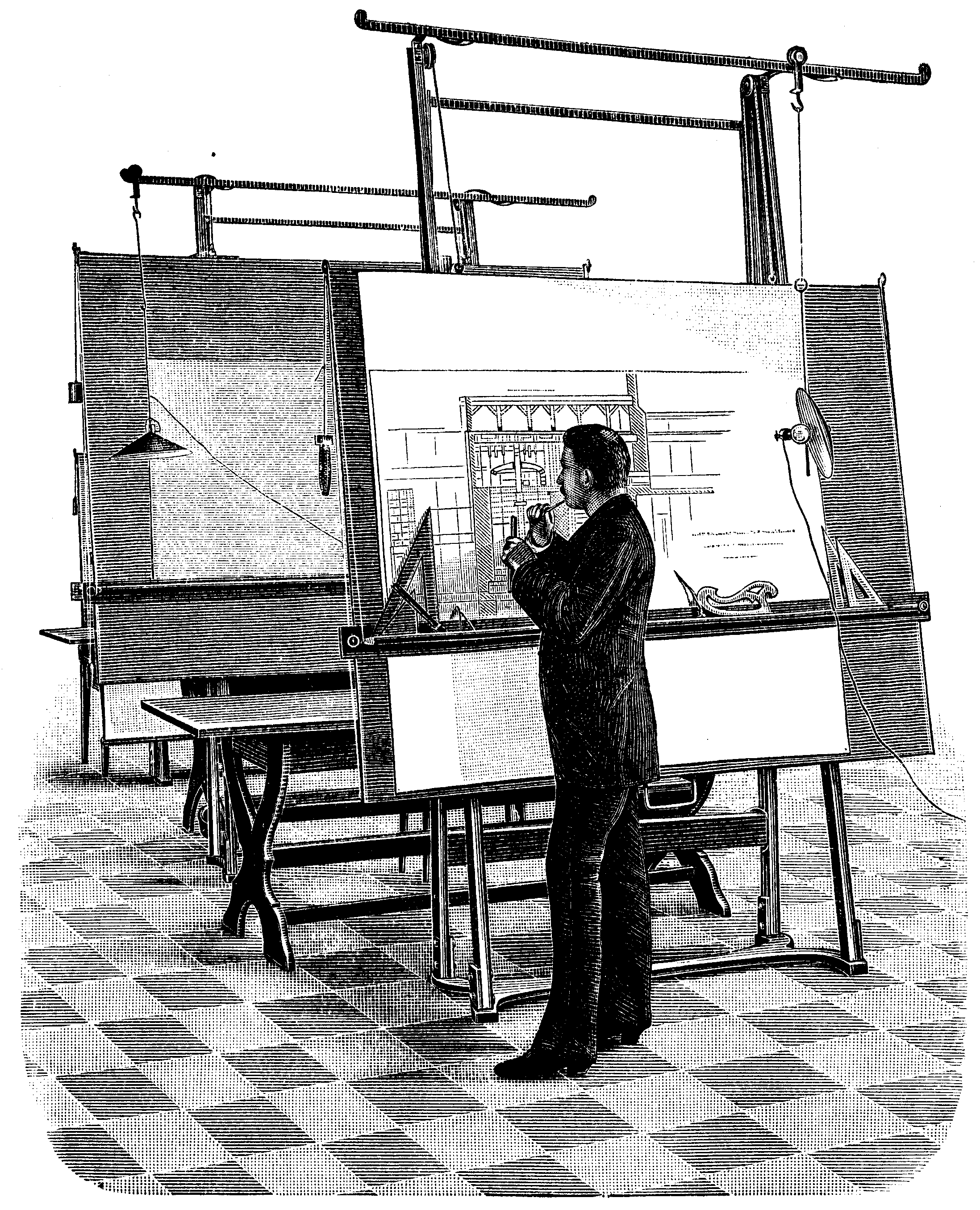
Un tablero de dibujo con una regla deslizante para dibujar paralelas horizontales (también denominado "paralex"). Grabado publicado en la revista técnica noruega Teknisk Ukeblad en 1893. En el artículo describía un nuevo tipo de aparato de dibujo vertical. El tablero estaba equipado con un mecanismo elevador, mejorando su ergonomía cuando había que realizar dibujos grandes.

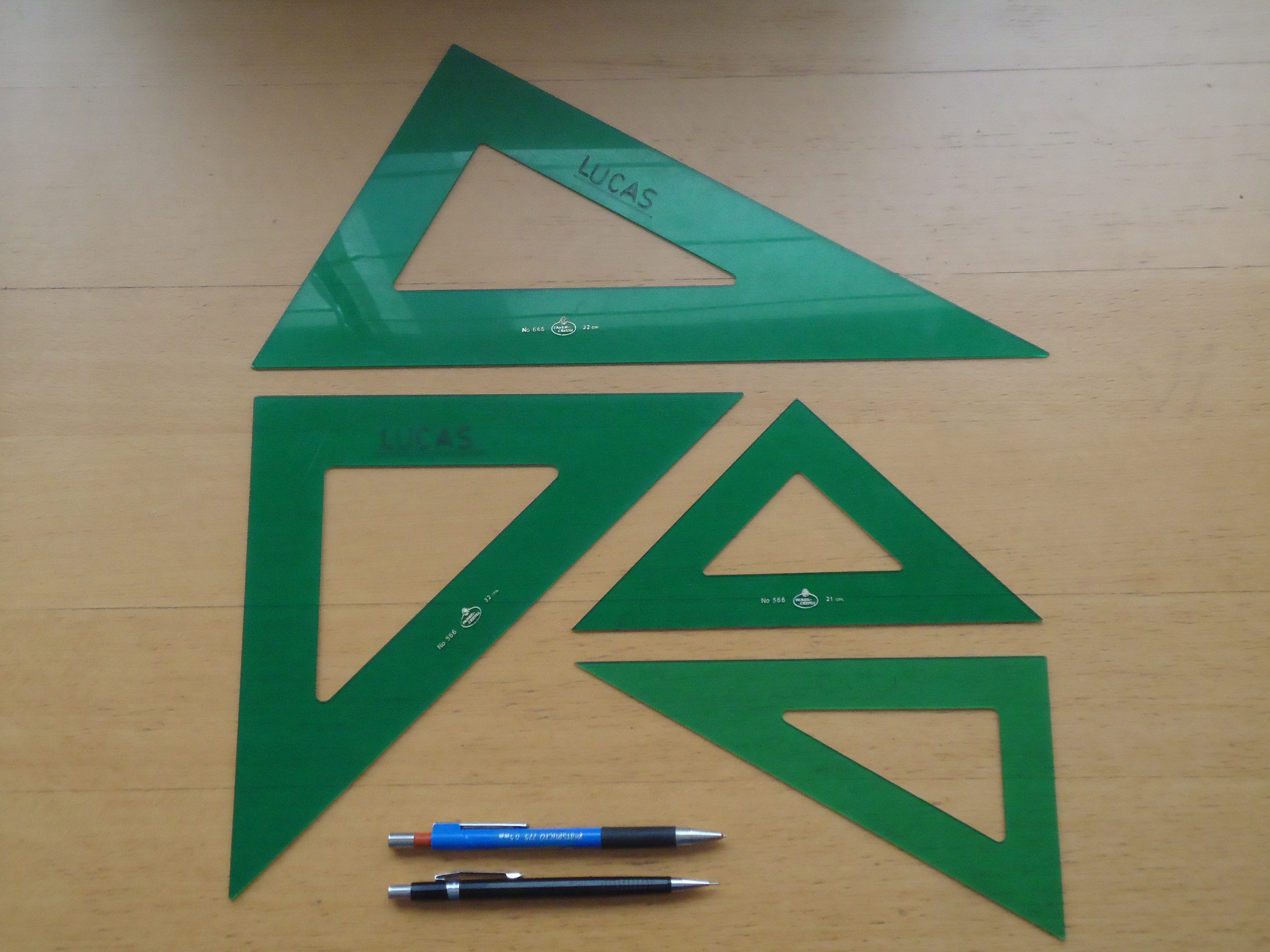
Reglas triangulares clásicas: escuadra y cartabón. Cuando dos reglas son del mismo juego, la longitud de la hipotenusa de la escuadra, coincide con la longitud del cateto mayor del cartabón.

El tablero de dibujo es una herramienta esencial, puesto que es necesario para sujetar y mantener alineado el papel sobre una superficie completamente plana de modo que se pueda realizar el dibujo con la exactitud requerida. Generalmente, para dibujar y tomar medidas se utilizan diferentes tipos de reglas auxiliares, montadas con bastidores deslizantes o articulados sobre el tablero de dibujo, que normalmente va a su vez instalado sobre un pedestal orientable y regulable en altura. 
También existen tableros de dibujo más pequeños, pensados para ser utilizados en mesas de escritorio normales.
En los siglos XVIII y XIX, el papel se humedecía y se pegaban sus bordes al tablero. Después de secarse, el papel quedaba perfectamente plano y liso, recortándose el dibujo una vez completado. El papel también se aseguraba al tablero de dibujo mediante alfileres o chinchetas, o incluso con presillas o pinzas. En épocas más recientes se utilizaba cinta autoadhesiva para sujetar el papel, incluyendo el uso de dispensadores de puntos adhesivos. Algunos tableros de dibujo están imantados, sujetándose entonces el papel gracias a la atracción sobre una serie de bandas de acero. Otro sistema habitual en tableros con poca inclinación era disponer unas pesas de plomo forradas de cuero en las cuatro esquinas del papel.
Las mesas utilizadas para superponer diseños o en animación pueden incluir alfileres o barras de sujeción para asegurar la perfecta alineación de las múltiples capas del dibujo.
Para facilitar la perfecta visibilidad de la zona de trabajo, las mesas de dibujo estaban dotadas de una lámpara tipo flexo, montada sobre el borde superior del tablero con un brazo articulado, de forma que no deslumbrase al delineante y evitase el problema de las sombras arrojadas por las manos sobre el dibujo. 

### Regla en T

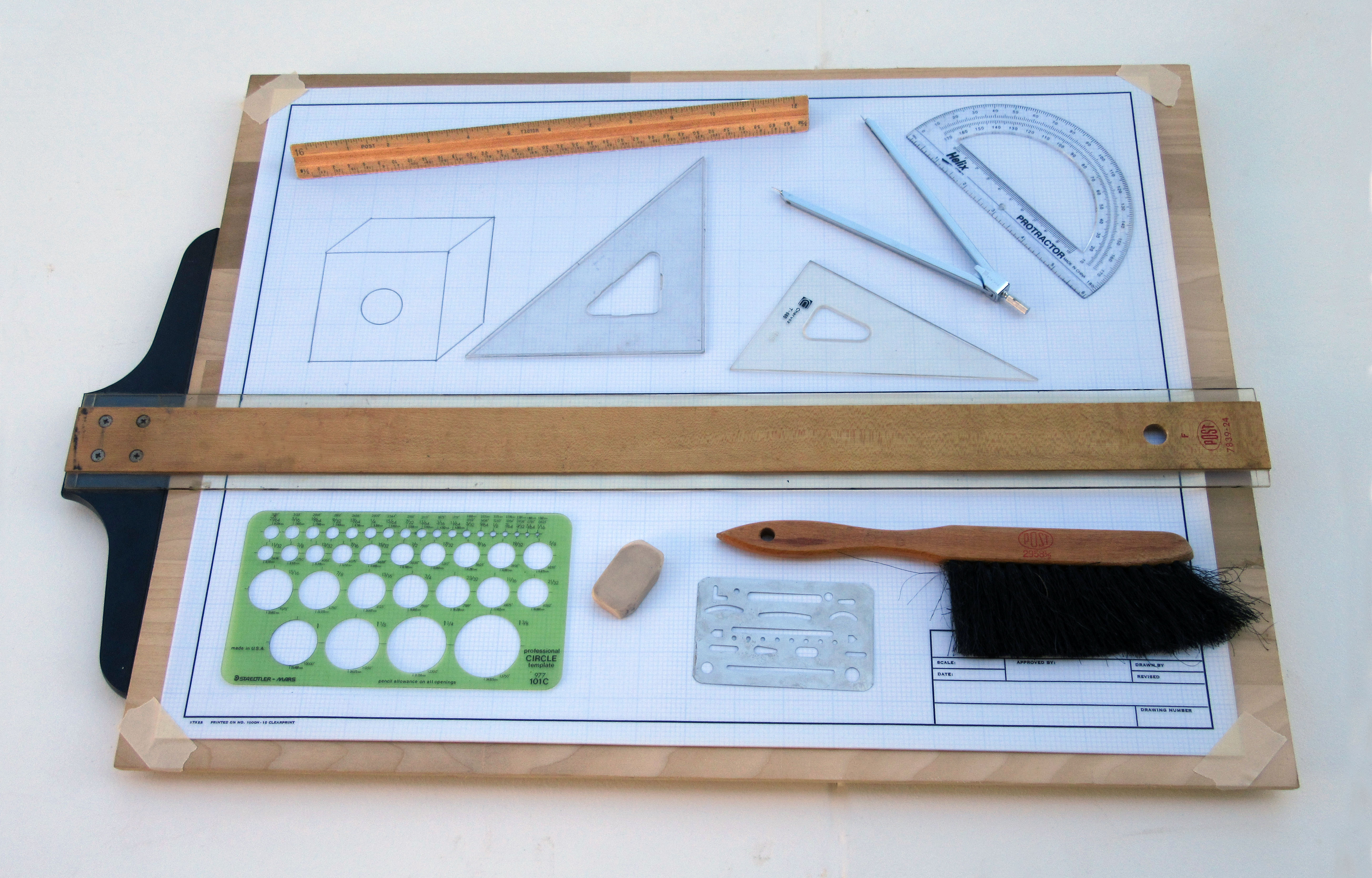
Tablero de madera con regla en T

Las reglas en T emplean un borde del tablero de dibujo como soporte, facilitando el dibujo de líneas horizontales y permitiendo alinear otros instrumentos de dibujo. Plantillas triangulares de madera, metal o de plástico con ángulos de 30° y 60° o con dos ángulos de 45° facilitan el dibujo de líneas con estas inclinaciones habituales, que también se pueden trazar con un transportador ajustable entre 0° y 90°.
Un dispositivo alternativo es la regla paralela, que queda permanentemente sujeta al tablero de dibujo mediante un conjunto de cables y poleas que hacen posible desplazarla paralelamente sobre toda la superficie de trabajo. El tecnígrafo acabó reemplazando a las reglas paralelas en la delineación profesional.

### Tecnígrafo

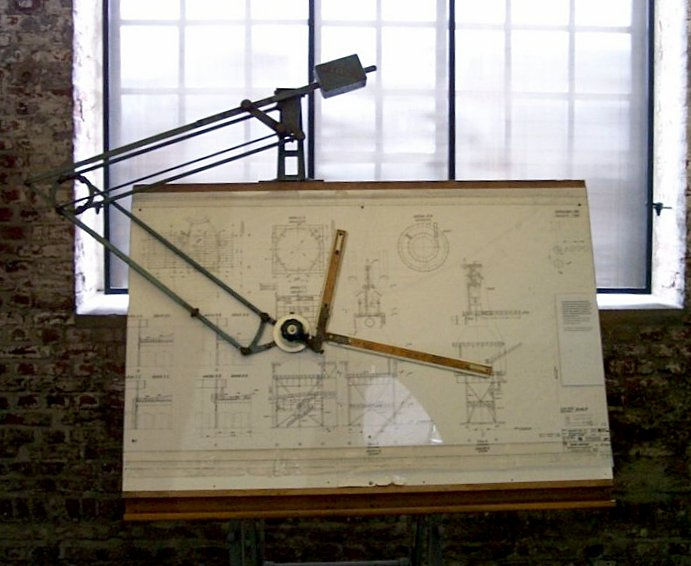
Tecnígrafo montado para un diestro, con el contrapeso que equilibra el aparato en su parte superior.

Un tecnígrafo es un dispositivo que se monta sobre el tablero de dibujo. Posee un mecanismo con un sistema de muelles y amortiguadores ideado para poder ajustarlo con precisión y suavidad en cualquier posición y ángulo sobre el dibujo.
Hay dos tipos principales de aparatos: con el brazo basculando sobre un paralelogramo articulado; o deslizando y pivotando sobre un rail vertical. La exactitud del movimiento del brazo articulado es mejor en el centro del tablero, decreciendo hacia los bordes, mientras que el brazo deslizante tiene una exactitud constante sobre todo el tablero. Ambos tipos de aparatos tienen un cabezal rotatorio orientable, donde se articulan unas reglas cuya inclinación se puede ajustar sobre la escala de un transportador.
El tecnígrafo facilita la tarea de dibujar líneas paralelas sobre el papel, así como ajustar con precisión los ángulos deseados entre las dos reglas articuladas en el cabezal, que también puede ser utilizado como soporte para reglas especiales y para plantillas de rotulación de letras. Las reglas del cabezal se pueden reemplazar, como en el caso de necesitarse utilizar distintas escalas gráficas.
Algunos tableros montaban una regla de desplazamiento paralelo y un pantógrafo, dispositivo utilizado para copiar dibujos en una proporción de escala ajustable.

### Reglas graduadas

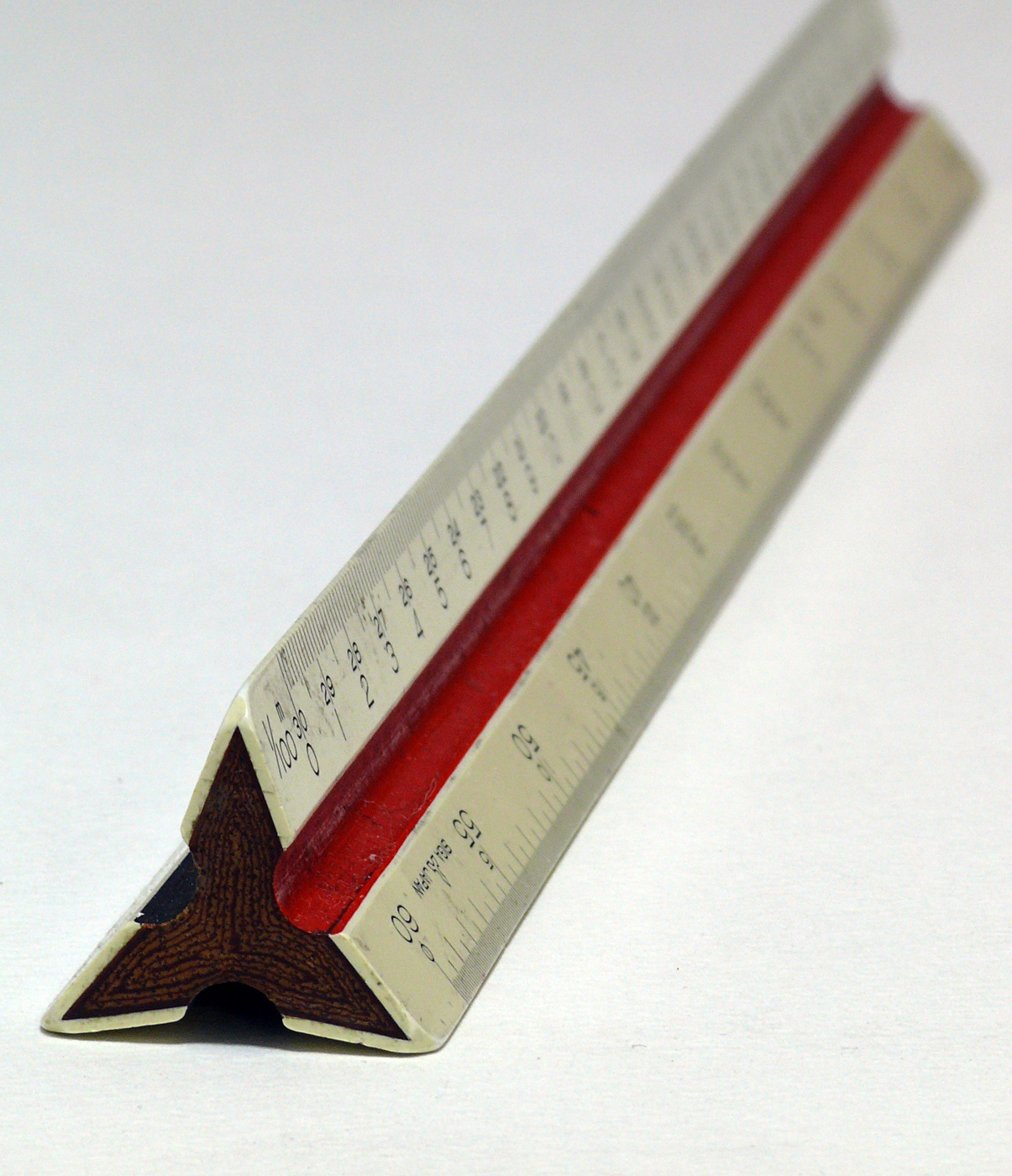
Un escalímetro

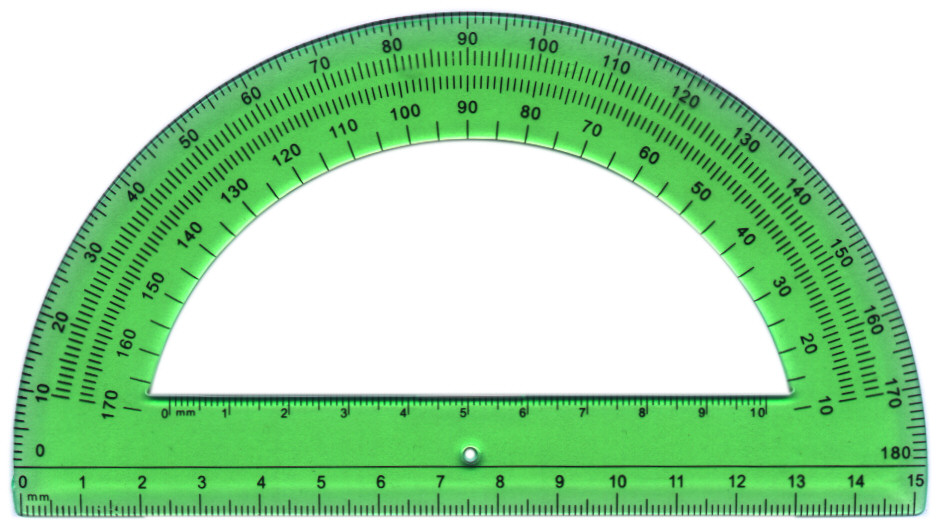
Transportador de ángulos

Las reglas graduadas utilizadas en dibujo técnico normalmente están fabricadas en poliestireno, siendo de dos tipos según el diseño de su borde. Las de borde recto pueden utilizarse con lápices o bolígrafos de tinta densa, mientras que cuando se utilizan plumas técnicas el borde tiene que ser escalonado para impedir que la tinta se disperse por capilaridad entre el papel y la regla (produciendo lo que en la jerga de los delineantes se conocía como una "barba", o de forma más común, un "borrón").
Un escalímetro es una regla prismática triangular, que incluye seis escalas graduadas simultáneamente (dos en cada arista). Una combinación típica para medir detalles de los planos de construcción es 1:20, 1:50, 1:100, 1:25, 1:75 y 1:125. También existen reglas particulares de distintos países, como las graduadas en pulgadas. Actualmente se fabrican con distintos plásticos, aunque antiguamente se hacían de maderas duras. Así mismo, existen versiones de bolsillo, con las escalas impresas en láminas alargadas de plástico flexibles, que se pueden desplegar alrededor del eje sobre el que van montadas.

### Compás

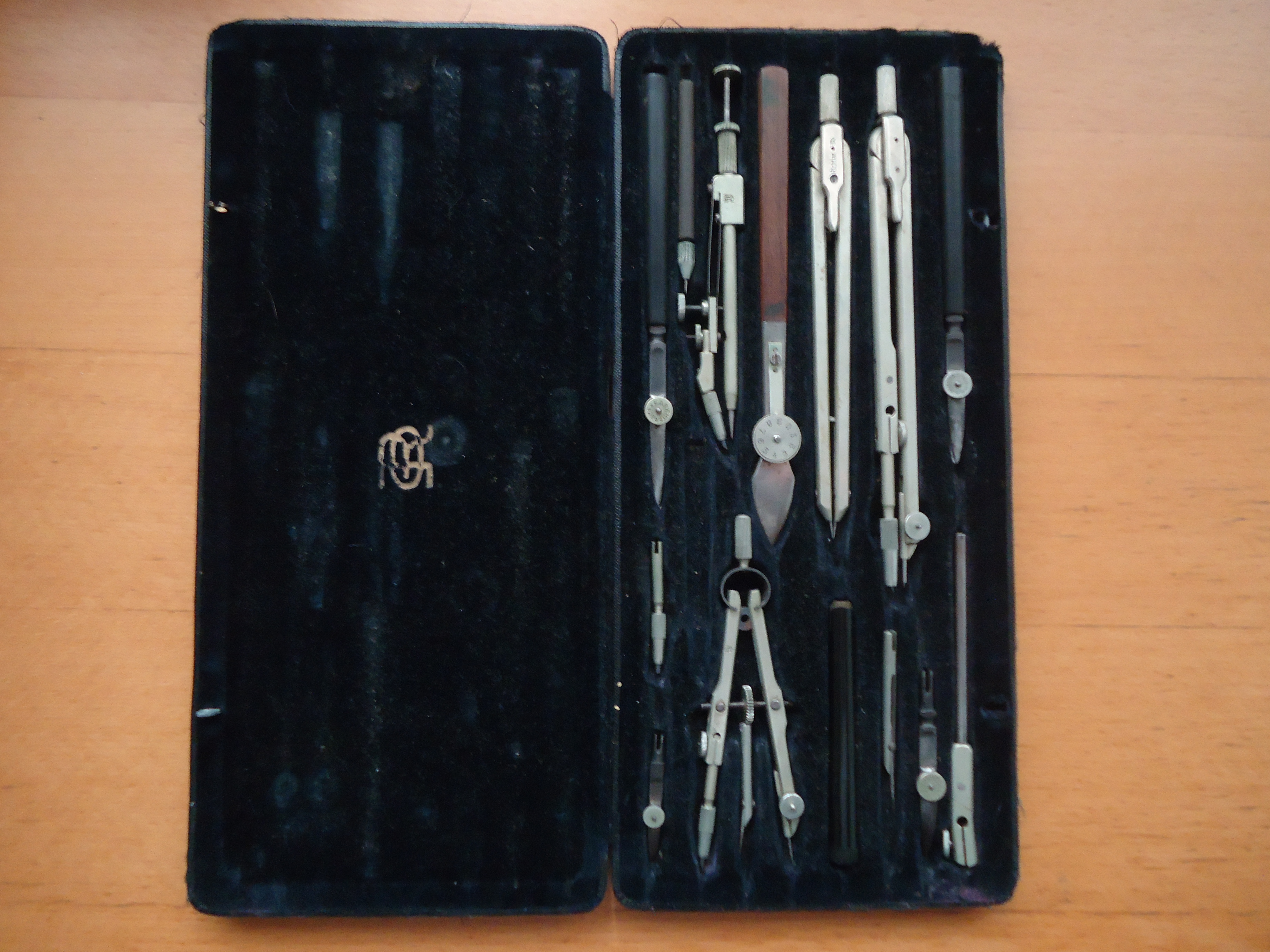
Caja de compases (E.O. Richter)

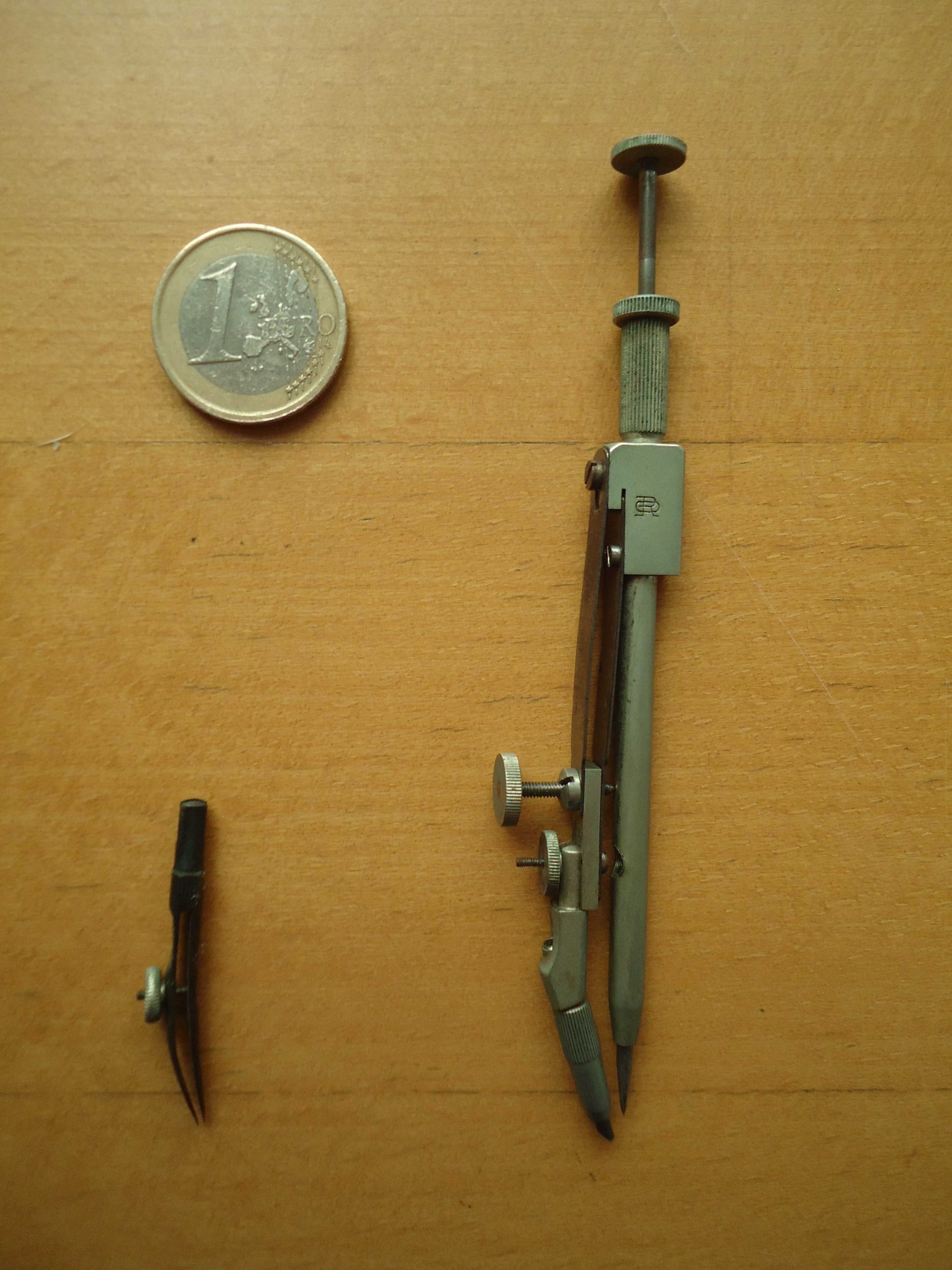
Bigotera loca con su tiralíneas (E.O. Richter)

Los compases son utilizados para dibujar circunferencias o arcos circulares. El tipo más habitual tiene dos "patas" rectas (también denominadas "brazos") unidas por una articulación; una de las patas termina en una punta aguda, y la otra sujeta una pluma técnica, un lápiz o cualquier otro elemento capaz de marcar el papel.
Habitualmente se comercializaban como juegos de compases, en estuches de madera o plástico, que solían contener desde un solo compás normal (con su tiralíneas), hasta conjuntos de numerosas piezas de distintos tipos (compás, compás de puntas, bigotera y bigotera loca). Con la aparición de las plumas técnicas, más pesadas que un tiralíneas, los compases pasaron a ser más rígidos y de mayor tamaño, siendo habituales las bigoteras dotadas de un dispositivo especial para sujetar las plumas. Entre los fabricantes más conocidos de compases se encontraban la compañía suiza Kern & Co, y las alemanas E. O. Richter, Faber Castell y Staedtler.
Compás de puntas
Cuando dispone de dos agujas, se habla de un "compás de puntas" o de "punta seca", utilizado para trasladar medidas entre distintas partes de un dibujo. 
Bigotera
Otro tipo, denominado "bigotera", es un compás regulable (su silueta es similar a una letra "A") cuya apertura se puede ajustar haciendo girar un tornillo que atraviesa sus dos patas. Por otro lado, cuando se necesita dibujar arcos de radio muy grande, se dispone de alargadores que se pueden acoplar al instrumento para incrementar su radio de trabajo. A menudo también se utilizan plantillas de círculos (especialmente para diámetros de entre 1 mm y 25 mm), más cómodas y rápidas de usar que el compás para estos tamaños pequeños.
Bigotera loca
Antes de la invención de las plumas técnicas, no era posible utilizar plantillas de detalles pequeños como letras o círculos. Para dibujar con tiralíneas círculos muy pequeños (de menos de 5 mm de diámetro)  se utilizaba la "bigotera loca", un compás especial en el que la pata con el útil de dibujo puede pivotar libremente sobre la pata con la que se marca el centro del círculo. Era un instrumento difícil de utilizar, pues requería aplicar un golpe con la fuerza justa a la pata libre para que diese al menos una vuelta completa sin que se derramase la tinta del tiralíneas por efecto del giro.

### Plantillas Burmester

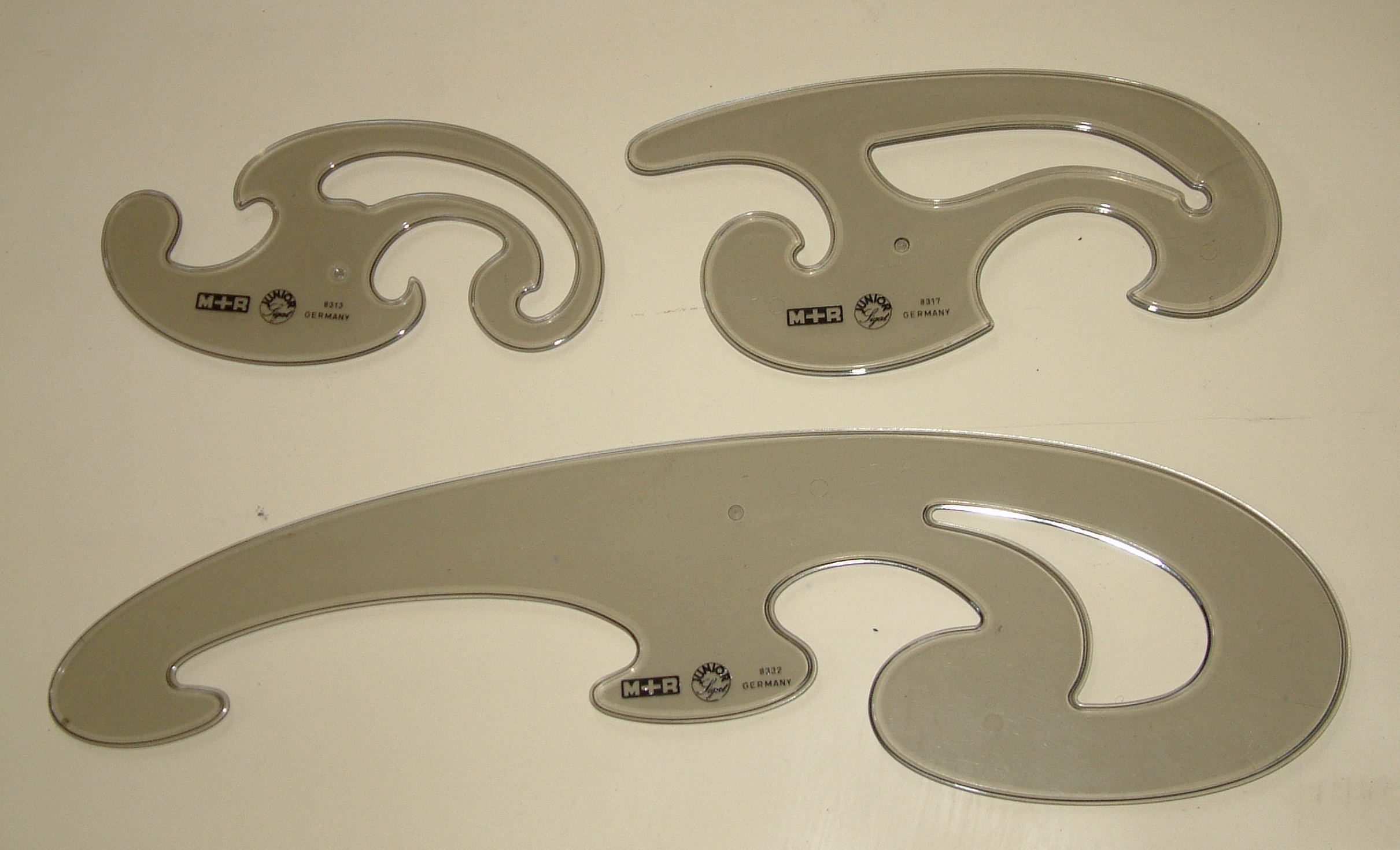
Juego de Plantillas Burmester

Las plantillas Burmester están hechas de madera, plástico o celuloide. Algunas de estas reglas también incluyen perfiles recortados en su interior. Se utilizan para dibujar curvas que no pueden trazarse con un compás. Para ello, se dibuja la curva a mano alzada con lápiz a través de los puntos conocidos; buscándose el tramo más largo posible de alguna de las plantillas que coincida exactamente con la curva trazada a mano. Finalmente, apoyándose en uno o en varios segmentos curvos de las plantillas, se consigue rotular la curva continua buscada.

### Flexicurva

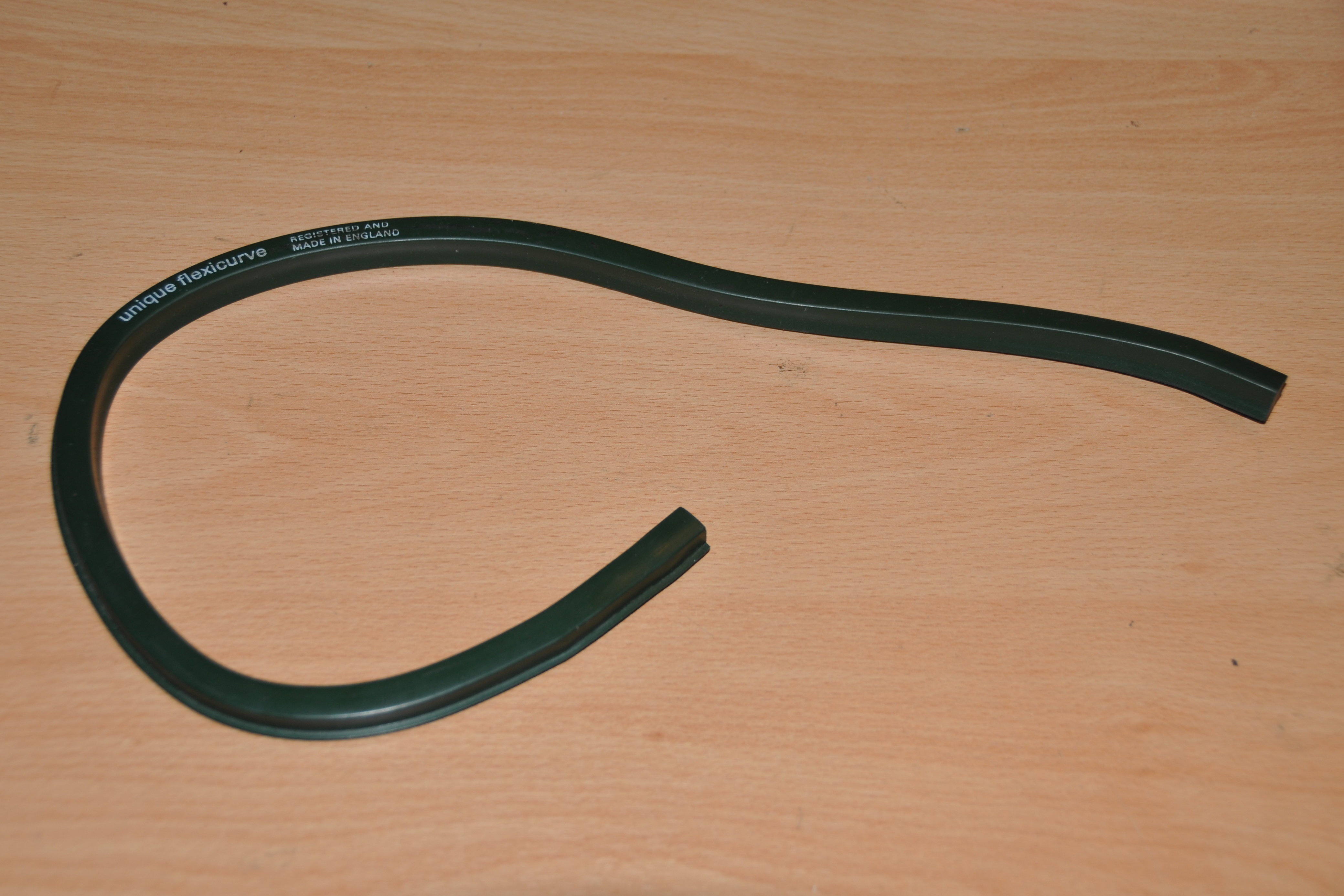
Flexicurva

Otro método que permite dibujar curvas suaves son las flexicurvas (curvas flexibles, formadas por una varilla de plomo recubierta de goma, fácilmente moldeable), con las que es más sencillo seguir la curva deseada, aunque si el instrumento no está en perfectas condiciones, puede conservar deformaciones remanentes, que distorsionen la suavidad del perfil buscado. Si se utiliza una varilla elástica (pero no plástica, es decir, que no conserve las deformaciones) entonces debe colocarse en posición utilizando pequeñas pesas.

### Plantillas (sistema de patrones perforados)
Este tipo de plantillas contienen una serie de orificios predimensionados a una determinada escala, facilitando el dibujo de letras, símbolos, signos, siluetas y otros elementos gráficos. Sus principales ventajas son su precio (los modelos habituales moldeados en plástico resultan bastante económicos) y su sencillez de uso (cualquier dibujante con un mínimo de habilidad puede dominar esta técnica en muy poco tiempo).
Las plantillas de letras se emplean para rotular textos, incluyendo dígitos y caracteres ortográficos. Normalmente se utilizan tipografías (por ejemplo, DIN o ANSI) y alturas de letra normalizadas, y cada una es adecuada para un grosor de pluma técnica determinado (habitualmente, 1.8 mm, 2.5 mm, 3.5 mm, 5.0 mm y 7.0 mm). Los tamaños de letra más grandes también pueden servir para rotular con otros utensilios de dibujo, como rotuladores o bolígrafos.

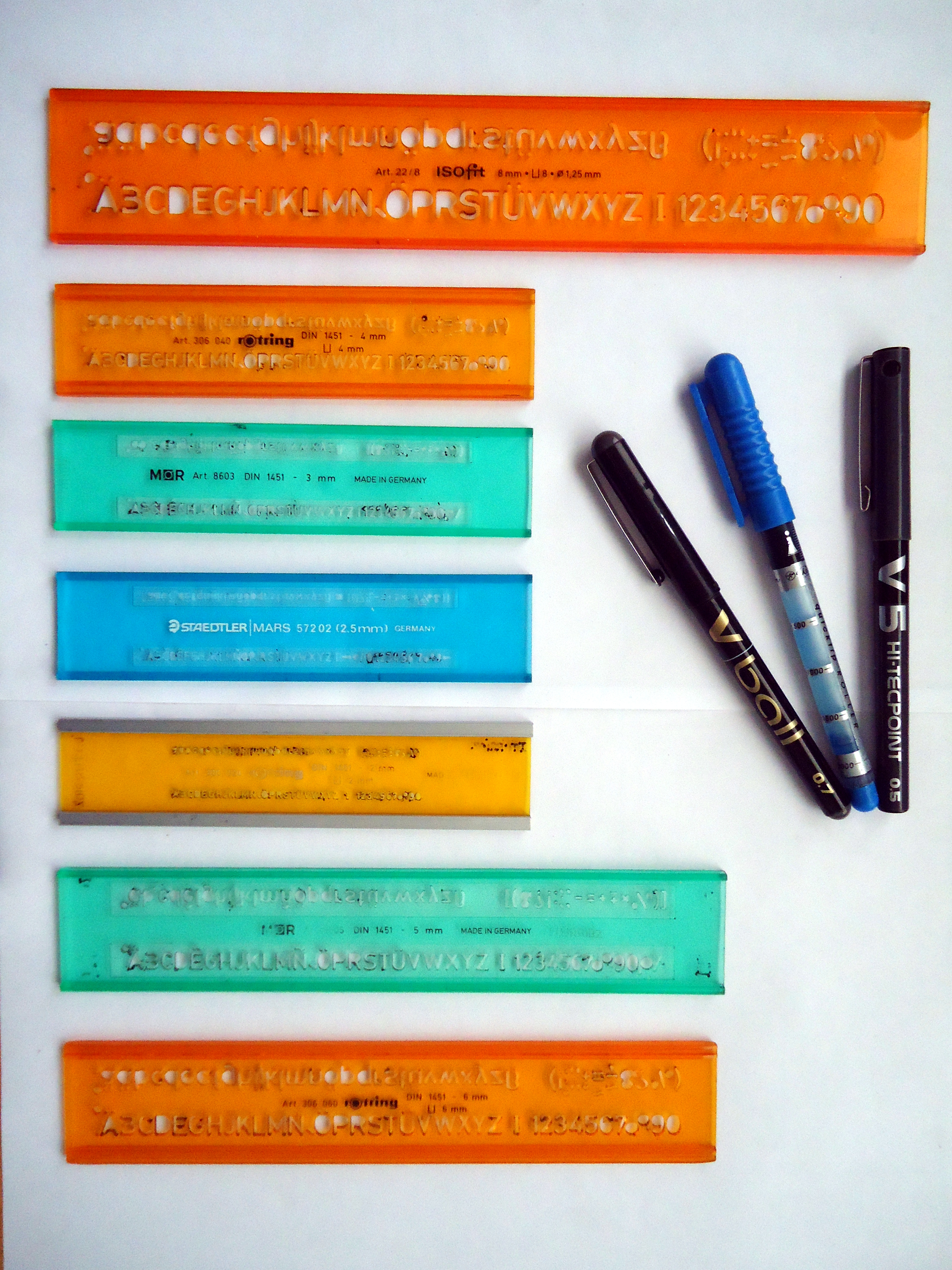
Diversas plantillas de letras perforadas.
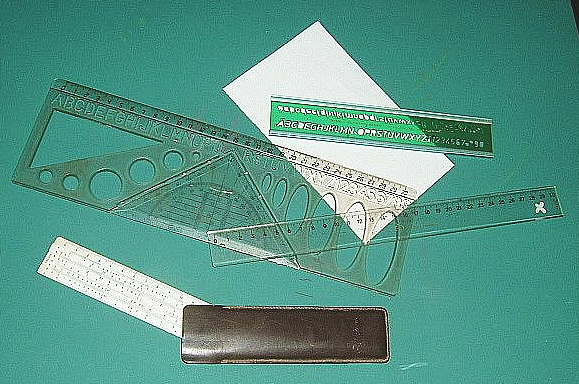
Plantillas, regla y escalímetro de bolsillo con su funda.
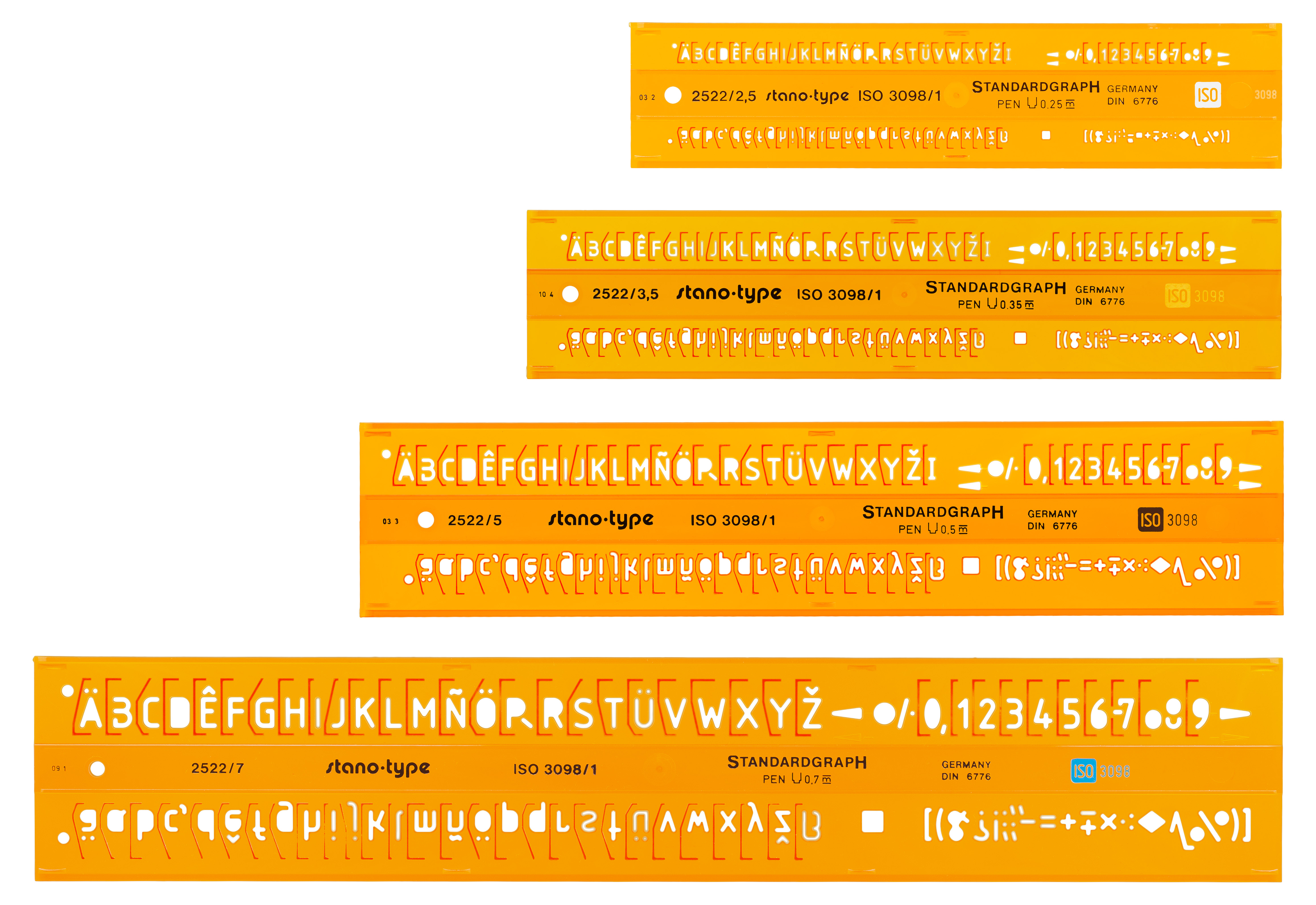
Juego de plantillas. Las alturas del texto van asociadas al grosor del rapidógrafo.
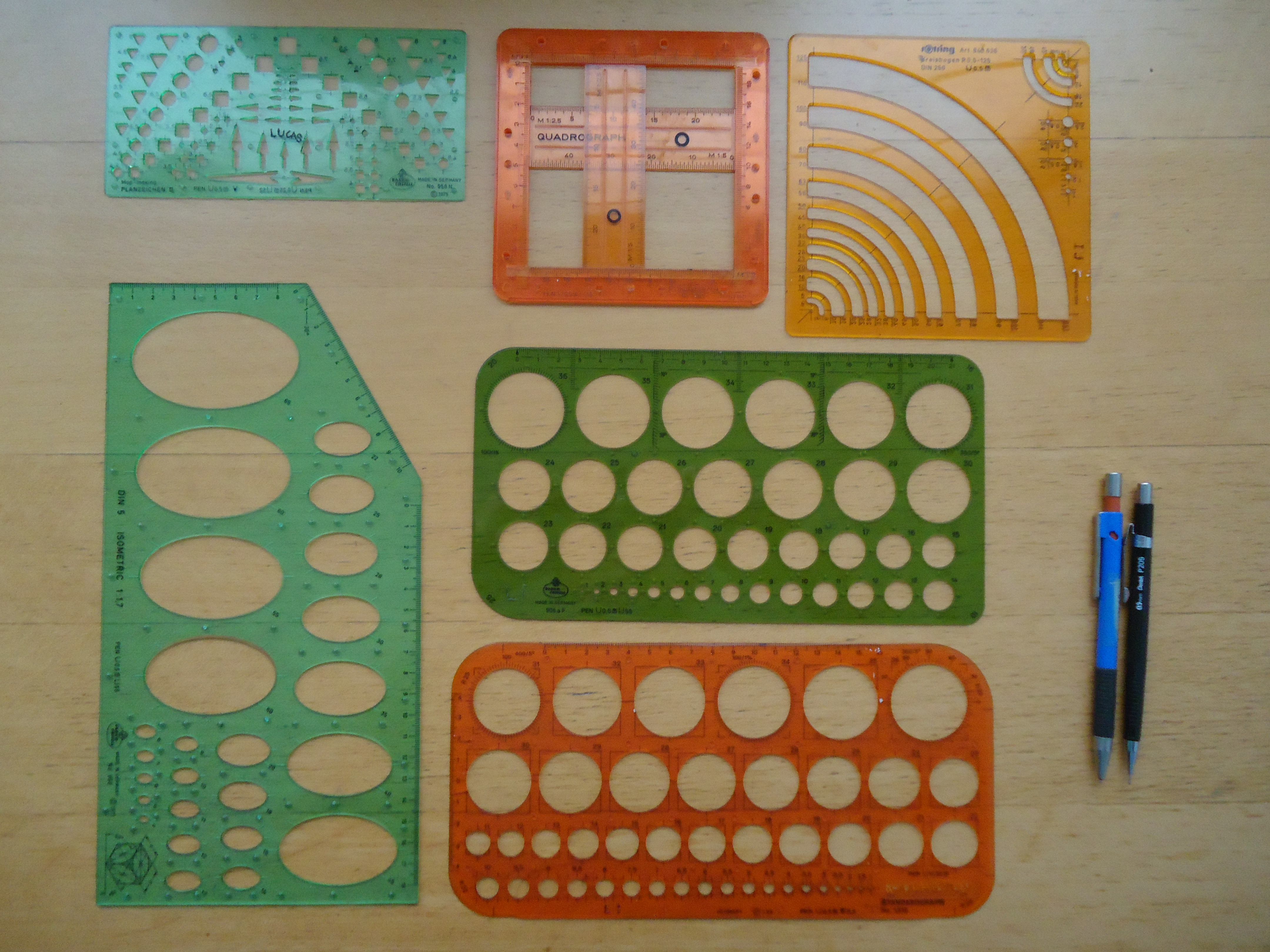
Distintos tipos de plantillas: círculos, elipses isométricas, flechas, y un dispositivo articulado para rotular rectángulos a medida.

Para dibujar arcos y círculos, se usan plantillas con conjuntos de orificios circulares de distintos tamaños. También existen plantillas con otras formas geométricas, como cuadrados o elipses (las propias de la perspectiva isométrica son habituales), así como muchos otros tipos para diversos propósitos especializados, como arquitectura (incluyendo puertas con sus arcos de apertura, equipamiento y mobiliario) o ingeniería (con señales de tráfico, o la simbología de los circuitos electrónicos).

### Plantillas (sistema de patrones grabados)

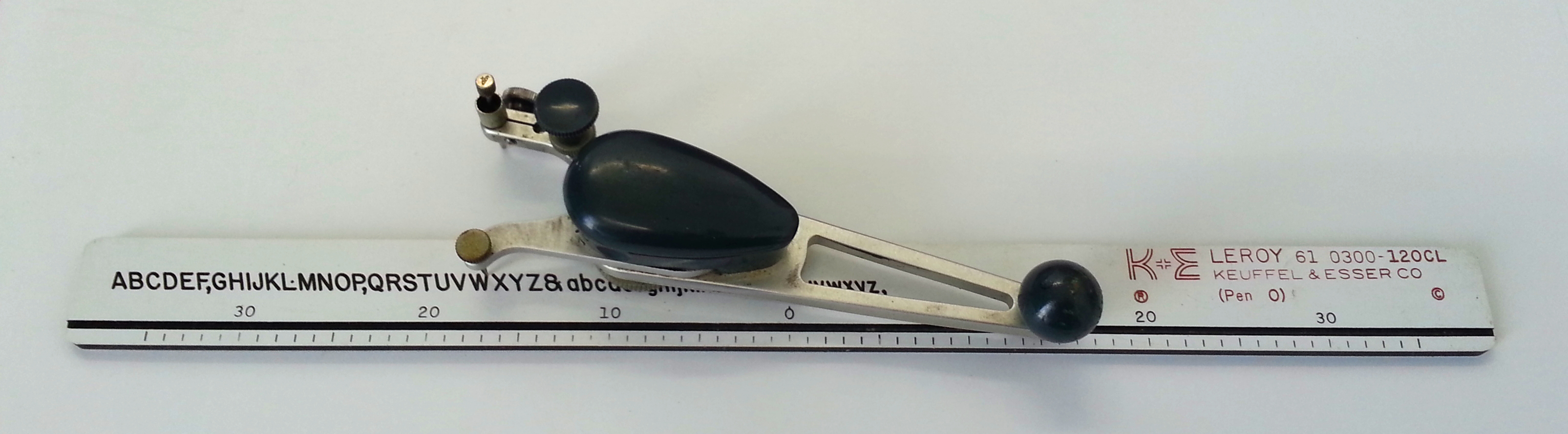
Sistema Leroy: pantógrafo y una regleta con los caracteres en bajorrelieve.

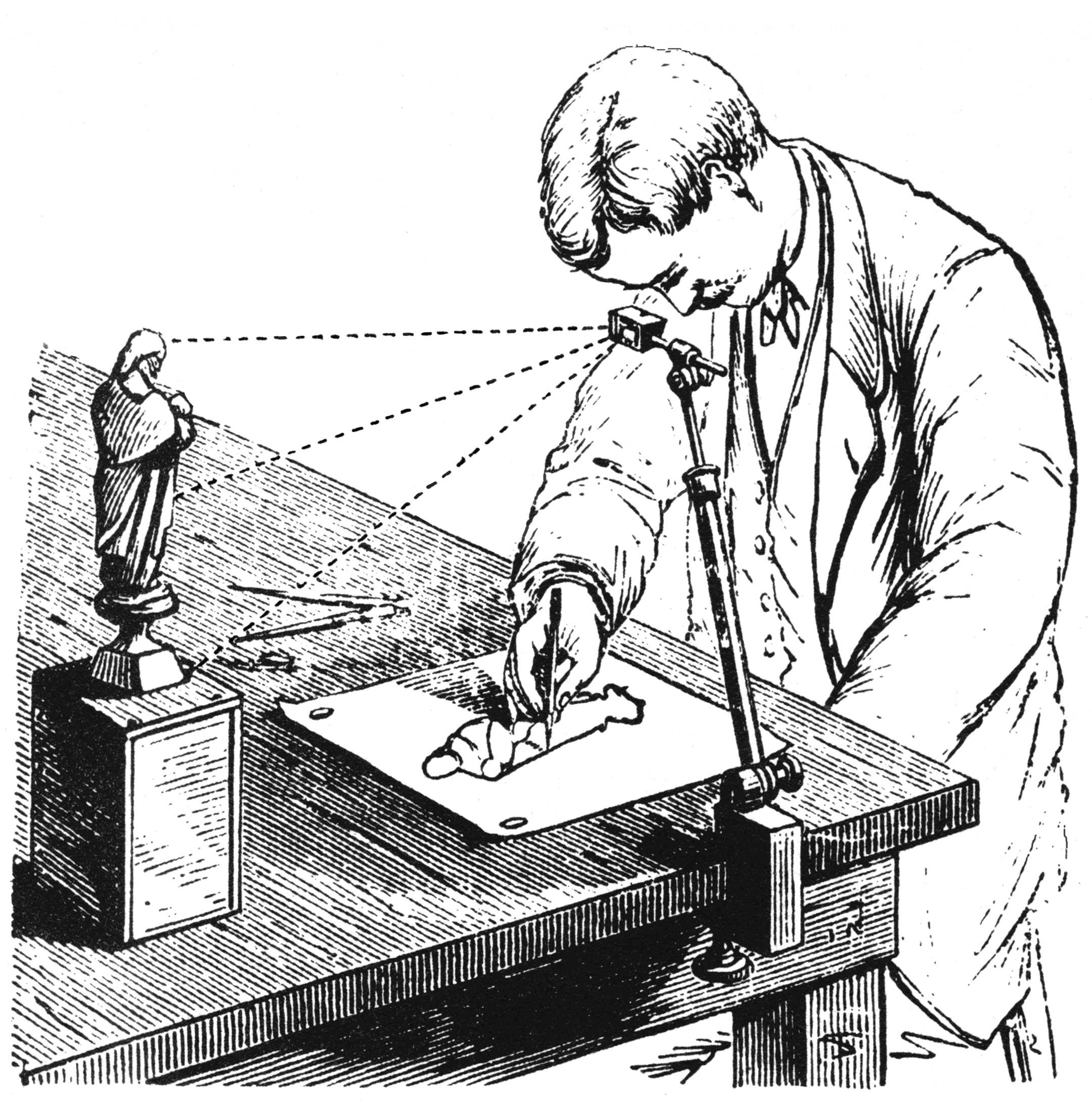
Cámara lúcida en uso.

A mediados de la década de 1930, la empresa estadounidense Keuffel and Esser (fundada en la segunda mitad del siglo XIX por dos inmigrantes alemanes), ideó un novedoso sistema de rotulación denominado comercialmente "Leroy". El procedimiento estaba basado en un pequeño mecanismo pantógrafico (coloquialmente llamado en español el "cangrejo"), con el que se reproducían sobre el papel las letras grabadas en bajorrelieve en una regleta (en vez de perforadas, como en el otro tipo de plantillas) al recorrerlas con el puntero del pantógrafo.
Este sistema, que se hizo muy habitual entre los delineantes profesionales, producía un texto de gran calidad gráfica, y tenía la ventaja de que las plantillas podían utilizarse con plumas de distintos grosores (al contrario de lo que sucede con las plantillas troqueladas, una misma altura de letra se podía usar indistintamente con una pluma fina, que producía texto normal; o con una pluma gruesa, que producía texto en negrita), lo que permitió enriquecer la tipografía de los planos. Sus principales inconvenientes eran el precio del equipo y un período de aprendizaje algo más largo, aunque estas desventajas quedaban finalmente compensadas por la mejor calidad del texto y por la elevada productividad del procedimiento una vez que se dominaba la técnica necesaria para su uso.
Había un amplio catálogo de regletas con distintas tipografías, que normalmente se guardaban junto con el pantógrafo en un estuche de madera.

### Máquinas de perspectiva
Son instrumentos diseñados para facilitar la representación sobre el plano de dibujo de objetos tridimensionales. Mediante un sistema óptico de superposición de la imagen real y de la imagen del tablero de dibujo, permiten dibujar a mano alzada perspectivas de objetos tridimensionales.

## Materiales de dibujo

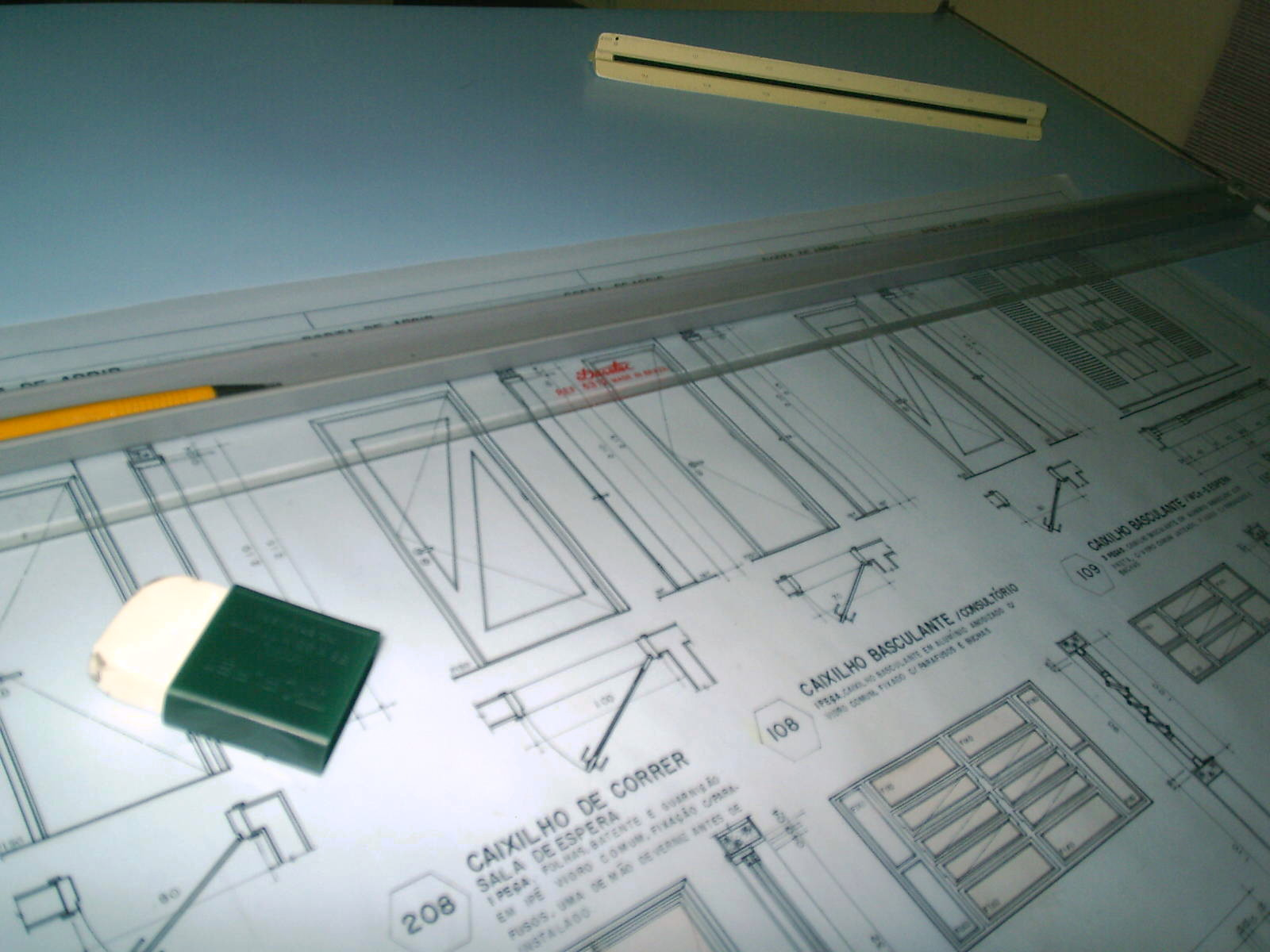
Vista de una un tablero de dibujo técnico: la manera tradicional de producir planos arquitectónicos y de ingeniería. En la parte superior del tablero aparece la regla paralela.

A partir del año 1922, se empezaron a estandarizar las dimensiones de los papeles de dibujo técnico, con la progresiva implantación internacional de la norma ISO 216. Un formato muy utilizado en ingeniería era el A1 (594 mm × 841 mm), con un tamaño lo suficientemente grande como para incluir numerosas anotaciones legibles (con textos de hasta 1.5 mm de altura mínima), pero a la vez razonablemente manejable. Mientras solamente fue posible realizar copias por contacto de los originales (es decir, del mismo tamaño), esta característica fue primordial. Otra ventaja apreciable es que estos planos se pueden doblar con facilidad para adquirir el formato A4, encuadernándose los planos una vez plegados en soportes con una solapa o en bolsas. Cuando ya fue posible realizar copias reducidas a precios asequibles, el formato A1 seguía siendo muy práctico (puesto que las copias reducidas al 50% adquieren el tamaño A3, fácilmente encuadernable en tomos sin necesidad de ser plegado por su tamaño manejable), pero con la introducción sistemática de impresoras, trazadores y fotocopiadoras digitales, el formato A1 ha sido prácticamente sustituido por el formato A3, para el que se diseñan en ordenador directamente buena parte de los planos de ingeniería.
Sin embargo, especialmente en arquitectura, siguen teniendo una presencia considerable grandes formatos alargados (denominados coloquialmente "tiras" o "sábanas"), que facilitan la posibilidad de condensar en el mismo plano tanto los detalles como la configuración general del diseño de una obra de edificación.

### Papel de borrador
Papel satinado translúcido, similar al de trazado, pero más delgado, y por lo tanto, más económico. Adecuado para trabajar con lápiz y rotuladores, pero no con las plumas técnicas, por su tendencia a arrugarse con las tintas al agua.

### Papel de borrador grueso
Fabricado en espesores diferentes, la superficie puede ser ligeramente satinada. Este papel también se arruga cuando se moja, por lo que no pueden utilizarse tintas de base acuosa. Adecuado para lápices y rotuladores, y con limitaciones para las plumas técnicas. Las líneas de lápiz se pueden eliminar con goma de borrar, pero la tinta es difícil de quitar sin dañar el papel.

### Tela
Antiguamente se utilizaban lienzos de lino para realizar dibujos técnicos. Es un soporte duradero y adecuado para su manipulación, pero era imposible utilizarlo en los sistemas clásicos de copia de contacto, y su deformación era problemática .

### Papel de trazado

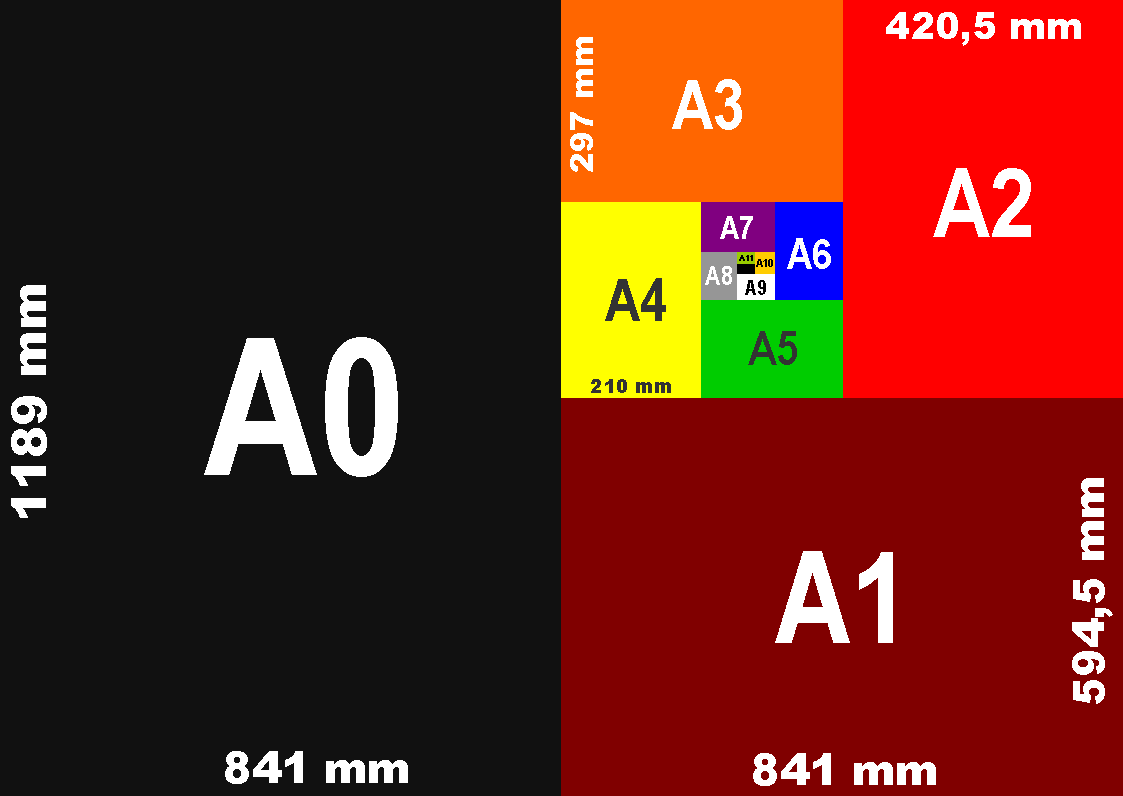
Tamaños de papel normalizados. A0 = 1m²

Habitualmente, para los originales se utilizaba un papel translúcido de varias tramas (denominado "papel vegetal"), que al estar ligeramente satinado, permitía corregir pequeños errores raspando la tinta con una cuchilla. Otro motivo para utilizar este papel translúcido era el primitivo sistema para obtener copias de contacto, la diazotipia: para poder utilizarla, era imprescindible disponer de un original translúcido, que superpuesto a un papel de copia fotosensible, era expuesto a una luz ultravioleta, quedando las zonas tapadas por la tinta de un característico color negro-azulado una vez revelada la copia con amoniaco.

### Soporte plástico indeformable
Consiste en láminas de un material plástico translúcido, normalmente de color gris o caqui claros. Los tipos más comunes se comercializaban en los grosores 0.05, 0.07 y 0.10 mm. Estas láminas también servían de originales para su fotocopia. Los materiales generalmente más utilizados eran el poliéster y en ocasiones el PVC o el policarbonato (conocido usualmente como Mylar por el nombre de una de las marcas más difundidas).

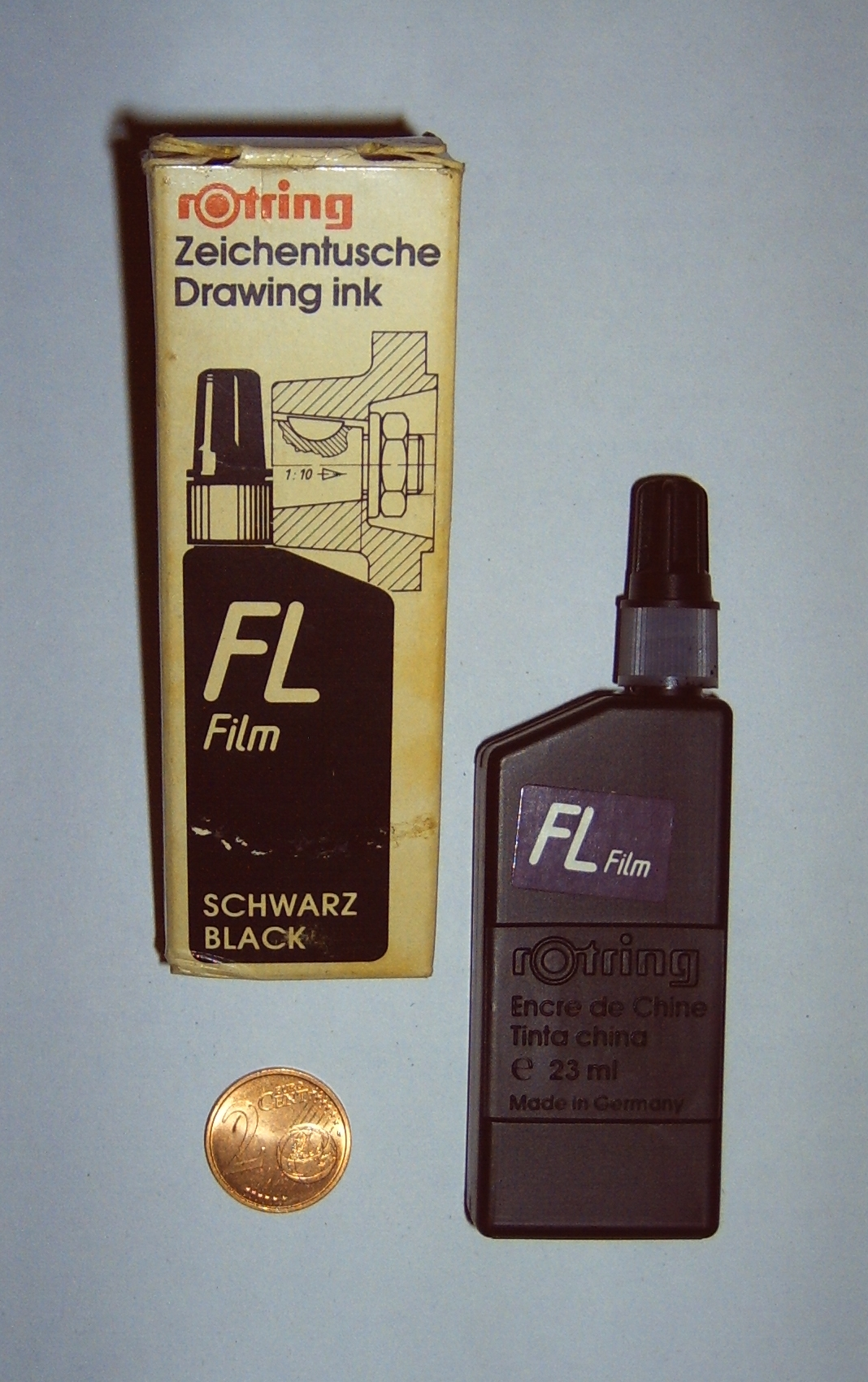
Botella de tinta para recargar plumas técnicas

Las ventajas concretas del plástico sobre el papel translúcido son su mayor resistencia mecánica y su alta estabilidad dimensional (al contrario que el papel, el plástico es inmune a los efectos de la humedad del aire). Además, su superficie es completamente plana, mientras la superficie de papel puede tender a combarse. El plástico también puede usarse con lápiz y con plumas técnicas. Aun así, la superficie tiende a desgastar las puntas de las plumas, que deben ser especiales, fabricándose en aleaciones de metal más duras. La tinta normal se adhiere pero no es absorbida por el plástico, por lo que las líneas pueden ser borradas fácilmente con una goma. Si el fotocopiado produce marcas en el plástico,estos, pueden eliminarse raspando suavemente.

### Tintas
Las tintas utilizadas se pueden divididir en dos grupos: tinta china y tintas poliméricas. La tinta china se usa sobre papel y sobre plásticos; la más común suele ser una mezcla coloidal de agua y negro de carbón.

### Transferibles

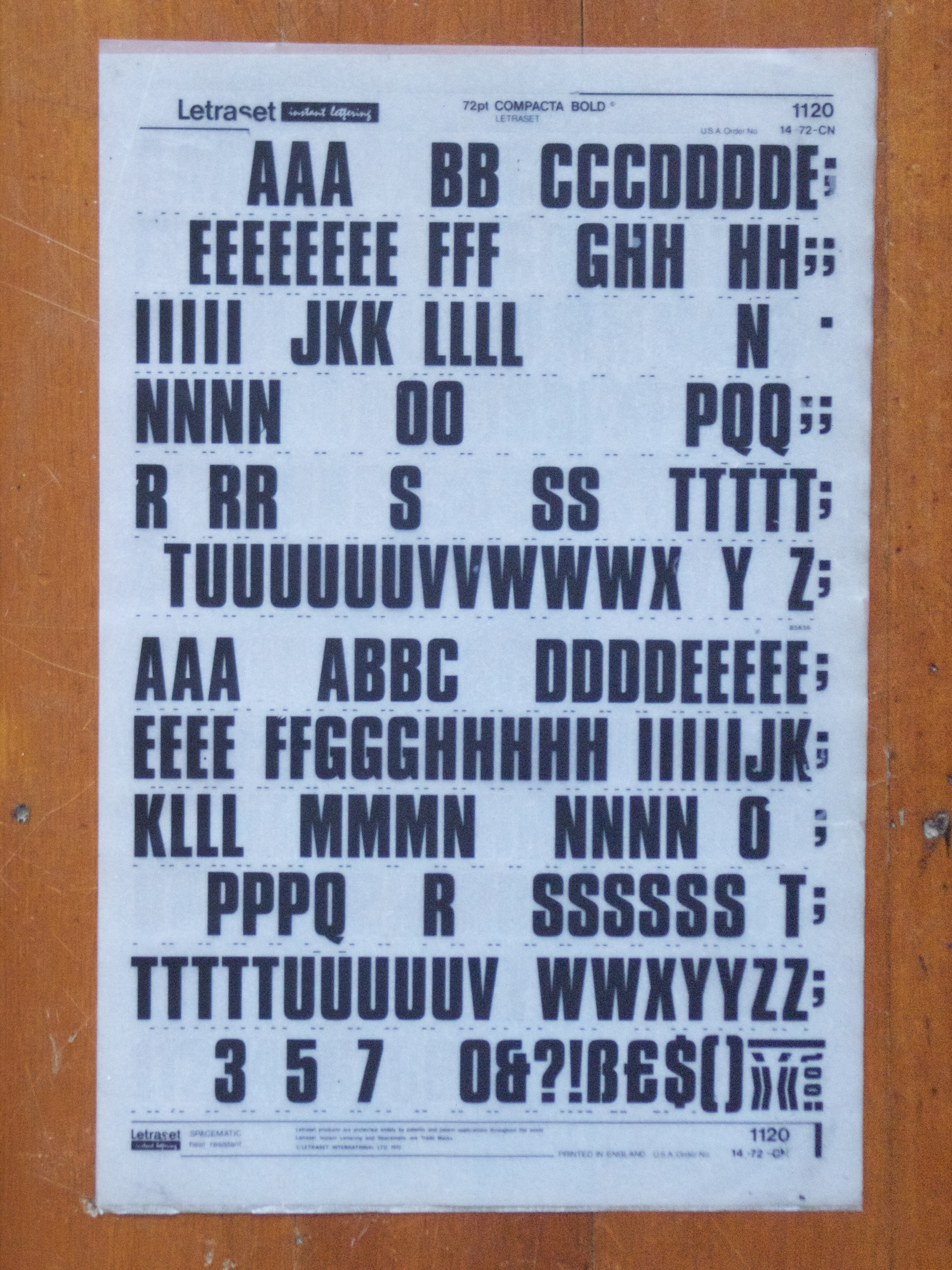
Lámina de letras transferibles de Letraset.

Los transferibles (calcomanías secas) pueden acelerar la producción de elementos de dibujo repetitivos, como las tramas de sombreado y determinados símbolos. Presentados en láminas de plástico transparente, bastaba colocar el motivo en la posición deseada sobre el plano y repasarlo con un puntero, quedando la película del motivo adherida al papel. Eran frecuentemente utilizados por ejemplo en la producción de dibujos esquemáticos, en los mapas, y en los patrones de los circuitos impresos. Marcas como Letraset desarrollaron amplios catálogos de letras y tramas transferibles, utilizados especialmente cuando se necesitaba incluir en un documento tipografías grandes o especiales.

## Reprografía
La construcción de un proyecto normalmente exige numerosas copias de los planos originales. Las reproducciones deben ser exactas en cuanto a medida y forma, pero para muchos propósitos no necesitan ser permanentes. El proceso de cianocopiado en negativo azul fue el primero utilizado para la reproducción mecánica de dibujos. En las oficinas técnicas se solían utilizar las copias de contacto por diazotipia. Donde el volumen de planos a reproducir justificaba el coste de la máquina, se instalaban fotocopiadoras por xerografía de gran formato, capaces de reproducir dibujos a un coste más bajo que el resultante de volver a imprimirlos. Este tipo de máquinas copiadoras ya no necesitan que el original sea translúcido.

## Lecturas relacionadas
- Jan van der Does, Adriaan van Haaften, Rudi Kegel: Presentation techniques (Publikatieburo Bouwkunde, Delft University of Technology, 1999)

- Datos: Q190932
- Multimedia: Case of drawing instruments / Q190932